# George Arliss

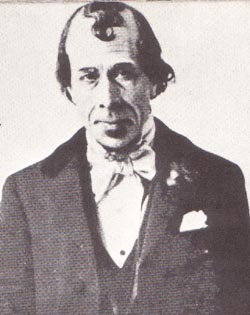
George Arliss

George Arliss (n. 10 aprilie 1868, Londra - d.5 februarie 1946, Londra, Marea Britanie) a fost un actor britanic de film și teatru dar și dramaturg. Este primul laureat englez al premiului Oscar.

## Filmografie
- The Devil (1921) - Dr. Muller
- Disraeli  (1921) - Benjamin Disraeli
- The Ruling Passion (1922) - James Alden
- The Man Who Played God (1922) - Montgomery Royle
- The Green Goddess (1923) - Rajah of Rukh
- Twenty Dollars a Week (1924) - John Reeves
- Disraeli (1929) - Disraeli
- The Green Goddess (1930) - The Raja
- Old English (1930) - Heythorp
- The Millionaire (1931) - James Alden
- Alexander Hamilton (1931) - Alexander Hamilton
- A Successful Calamity (1932) - Henry Wilton
- The King's Vacation (1933) - Phillip
- The Working Man (1933) - Reeves
- Voltaire (1933) - Voltaire
- The House of Rothschild (1934) - Mayer Rothschild
- The Last Gentleman (1934) - Cabot Barr
- The Iron Duke (1934) - Duce de Wellington
- Cardinal Richelieu (1935) - cardinalul Richelieu
- The Guv'nor (1935) - François Rothschild
- The Tunnel  (1935) - Primul Ministru al Marii Britanii
- East Meets West (1936) - Sultan de Rungay
- His Lordship (1936) - Richard Fraser / Lorimer, Lord de Duncaster
- Doctor Syn (1937) - Dr. Syn